# Милорад Петровић (народни херој)
Милорад Петровић (Обреновац, 5. јануар 1903 — Јајинци, код Београда, 5. мај 1942) био је учесник Народноослободилачке борбе и народни херој Југославије.

## Биографија
Рођен је 5. јануара 1903. године у Обреновцу. Потиче из радничке породице. Пошто је био добар ђак, учитељ је предлагао његовим родитељима да га упишу на богословију. Због почетка Првог светског рата и лоше материјалне ситуације, Милорадове породице, он је послат на изучавање обућарског заната, али га је убрзо напустио у прешао у Ваљево где је три године продавао новине. Године 1917. се вратио у Обреновац и наставио са изучавањем обућарског заната.
Године 1919. прешао је у Београд, где је радио као обућар. Као млади радник, приступио је радничком покрету. Најпре је био изабран у Управу савеза кожарско-прерађивачких радника, а касније је био и дугогодишњи секретар тог Савеза. У чланство Комунистичке партије Југославије примљен је 1922. године.
После забране рада Комунистичке партије, Милорад је радио на организовању илегалних партијских ћелија на Палилули и у Београду. Године 1926. изабран био је забран за члана Окружног комитета КПЈ за Београд, а крајем 1928. је био изабран за делегата Београдске партијске организације за Четврти конгрес КПЈ, који се одржавао у Дрездену, у Немачкој. У Немачкој га је ухапсила полиција и вратила га у Југославију, почетком 1929. године. Пошто је у земљи у међувремену била уведена шестојануарска диктатура изведен је пред Државни суд за заштиту државе, који га је осудио на десет година затвора.
Затворску казну је издражвао у затворима у Сремској Митровици и Лепоглави. Током боравка у затвору учествовао је у многим штрајковима и демонстрацијама за боље услове политичких затвореника. Због тога, му је затворска казна продужена на још две године.
Из затвора је пуштен, априла 1941. године, уочи Априлског рата. Извесно време се задржао у окпираном Београду, где се повезао партијском организацијом. После извесног времена отишао је у село Црна Бара, код Богатића, где се повезао са локалном партијском организацијом. У сукобу са првом немачком казненом експедицијом, која је вршила злочине по Мачви, Милорад је био рањен. Он је тада покушао да се пребаци у Сувоборски партизански одред, у којем је био именован за политичког комесара. Приликом проласка кроз Уб, био је ухапшен и предат Специјалној полицији у Београду.
Био је затворен у логору на Бањици, где је био страховито мучен. Стрељан је 5. маја 1942. године, на стратишту у Јајинцима.
Указом Председништва АВНОЈ-а постхумно је 6. јула 1945. одликован Орденом заслуга за народ првог реда. Указом председника ФНРЈ Јосипа Броза Тита 27. новембра 1953. проглашен је за народног хероја.